# Étienne (abbé)
Pour les articles homonymes, voir Étienne, Saint Étienne et Saint-Étienne (homonymie).
Étienne fut le 21e abbé de l'établissement de religieux prémontrés fondé en 1129 dans le duché de Brabant, près de Louvain. Il administra ainsi l'abbaye de Parc entre l'année 1361 et 1368, fut ensuite promu 35e Général de l'ordre des Prémontrés, mais mourut en 1368 avant d'avoir pris possession du siège de l'abbaye de Prémontré.
L'abbaye de Parc existe toujours en 2021. Elle est située à Heverlee, dans le Brabant flamand de Belgique.

## Biographie

Armoiries de l'Université de Paris.

L'abbé Étienne a obtenu le grade de docteur en théologie de l'Université de Paris.
Étienne est tout d'abord l'abbé à la tête de l'abbaye Saint-Marien d'Auxerre, puis est nommé abbé de l'abbaye de Parc par provision pontificale. Il est ensuite promu 35e abbé général de l'Ordre norbertin le 7 septembre 1368,.
À la suite de cette promotion, les religieux de l'abbaye de Parc prièrent le pape Urbain V de nommer Henri van Overbeke comme le successeur de l'abbé Étienne, à la tête de l'abbaye de Parc.
L'abbé Étienne meurt à l'abbaye de Parc le 10 septembre 1368, avant d'avoir pris possession du poste à l'abbaye de Prémontré. Il est alors enterré dans le sanctuaire du chœur de l'abbatiale, du côté de l'évangile.

## Postérité

### Indication posthume
Le chanoine J.E. Jansen, auteur d'une histoire de l'abbaye du Parc, décrit l'abbé Étienne comme « un homme sans pareil, lumière et soutien de toutes les églises de l'ordre »,.

### Héraldique

Armes de l'abbé général Étienne.
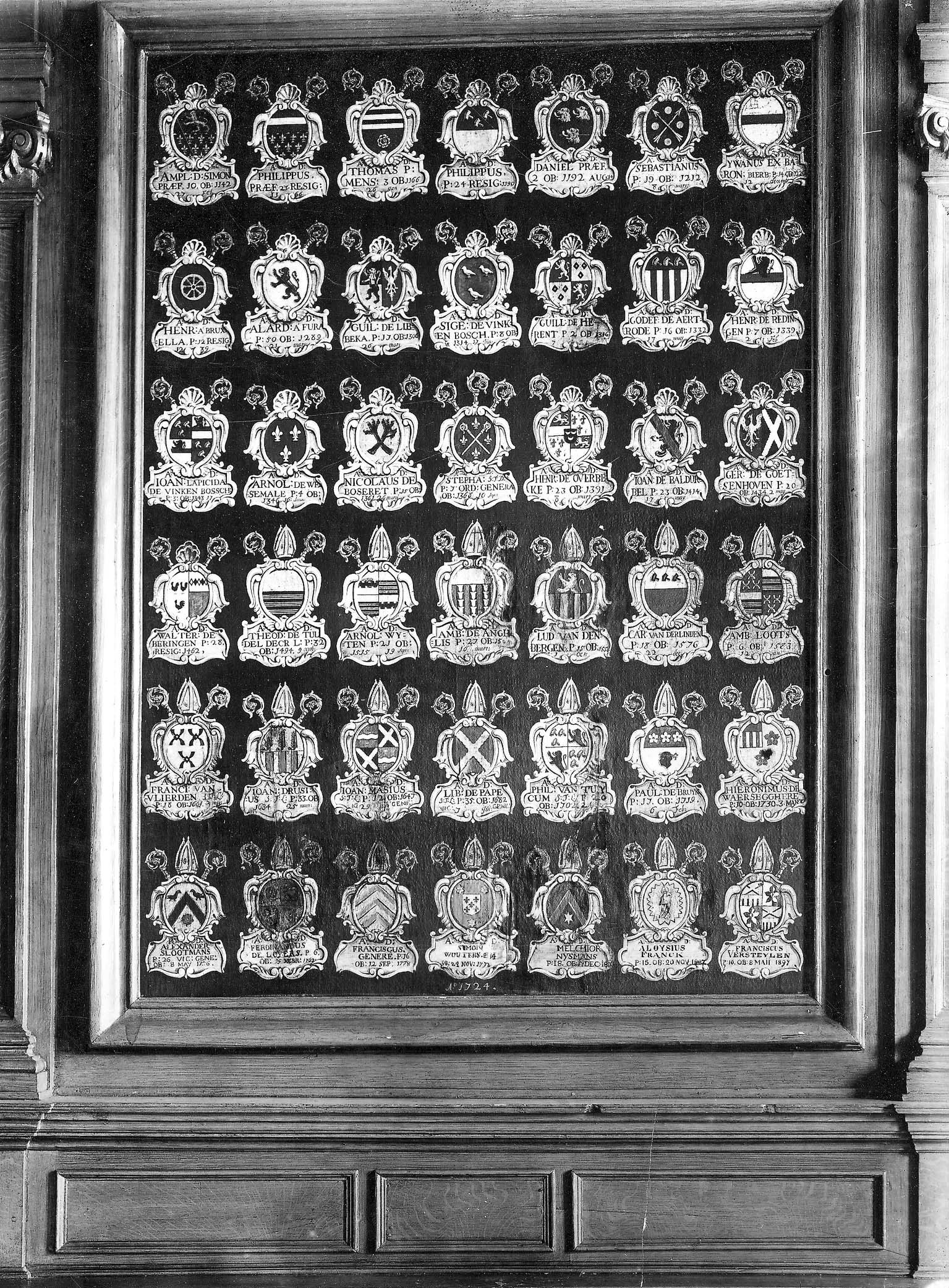
Armes des abbés de Parc (1724).

Les armes de l'abbé Étienne se blasonnent : « d'azur à deux crosses d'or tournées à l'extérieur en sautoir cantonnées de 4 fleurs de lis de même ».
Ce blason apparaît sur le tableau des armes des abbés de Parc qui existe au sein de l'abbaye de Parc. Il figure aussi dans l'armorial des abbés de Parc.